# Parnahyba Sport Club
El Parnahyba Sport Club és un club de futbol brasiler de la ciutat de Parnaíba a l'estat de Piauí.

## Història
El club va ser fundat l'1 de maig de 1913. El club guanyà diversos campionats estatals en l'època amateur abans de 1940, i cinc més entre el 2004 i el 2013.

## Estadi
El Parnahyba Sport Club disputa els seus partits com a local a l'Estadi Mão Santa, anomenat Piscinão. Té una capacitat per a 4.700 espectadors. També juga a l'Estadi Dirceu Arcoverde, anomenat Verdinho. Té una capacitat per a 8.000 espectadors.

## Palmarès
- Campionat piauiense:
  - 1916, 1924, 1925, 1926, 1927, 1929, 1930, 1940, 2004, 2005, 2006, 2012, 2013